# Vivian Wolff
Vivian Wolff (* 8. Oktober 1998 in Frankfurt am Main) ist eine deutsch-US-amerikanische Tennisspielerin.

## Karriere
Wolff begann mit sechs Jahren mit dem Tennissport und spielt bisher vor allem Turniere auf der ITF Women’s World Tennis Tour, wo sie bislang einen Titel im Einzel gewinnen konnte.
2013 war schon mit 14 Jahren ihr Berufsziel als Tennisprofi klar, das sie fortan verfolgte.
2014 erhielt sie zusammen mit ihrer Partnerin Natalie Pröse eine Wildcard für das Hauptfeld im Damendoppel der mit 25.000 US-Dollar dotierten Wiesbaden Tennis Open, wo die beiden jedoch bereits in der ersten Runde gegen Michaela Hončová und Polina Winogradowa scheiterten.
2016 stand sie im Oktober in Telde zusammen mit Partnerin Leonie Küng erstmals im Finale des Doppelwettbewerbs eines ITF-Turnier, das die beiden aber mit 5:7 und 4:6 gegen die spanische Paarung Guiomar Maristany Zuleta de Reales und Lucía de la Puerta Uribe verloren.
2017 startete sie beim ITF Future Nord, wo sie aber sowohl im Einzel als auch Doppel in der ersten Runde ausschied.
2019 erreichte sie mit ihrer Partnerin Leonie Küng das Halbfinale der Tennis International Darmstadt. Ende Dezember wurde Vivian Wolff in Offenbach hessische Meisterin im Einzel.
2020 sprang sie als Ersatzspielerin bei den DTB German Pro Series im letzten Spiel der Gruppe 5 für die verletzte Carmen Schultheiss ein und bestritt dann auch noch ein Platzierungsspiel, das sie aber verlor.
2021 trat sie im Mai für das Team Ladival TC Bad Vilbel in der 1. Tennis-Bundesliga an. Im Juni qualifizierte sie sich für das Hauptfeld im Dameneinzel der ITF Women’s Open Klosters, wo sie aber in der ersten Runde gegen Weronika Falkowska mit 5:7 und 2:6 verlor. Sie gewann die Erstaustragung des „Tennis national“ in Darmstadt, wo sie sich im Finale gegen Tiziana Schomburg durchsetzte und 5.000 Euro Siegprämie gewann.
2022 erhielt sie zusammen mit Partnerin Dschulija Tersijska eine Wildcard für das Hauptfeld im Damendoppel der mit 100.000 US-Dollar dotierten Wiesbaden Tennis Open, wo die beiden das Viertelfinale erreichten. Ende Mai gewann Wolff den ersten ITF-Einzeltitel beim mit 15.000 US-Dollar dotierten Turnier in Čatež ob Savi. Im Juli erreichte sie mit Partnerin Tersijska das Viertelfinale bei den Schönbusch Open. Die Woche darauf erhielt sie eine Wildcard für das Hauptfeld im Dameneinzel der Tennis International Darmstadt, die sie aber nicht nutzen konnte und bereits in der ersten Runde verlor. Anfang August erreichte sie das Viertelfinale im Dameneinzel der Boso Ladies Open Hechingen und im September das Finale des mit 15.000 US-Dollar dotierten ITF-Turniers in Dijon, das sie mit 5:7, 6:3 und 5:7 nur knapp gegen Loïs Boisson verlor.
2023 qualifizierte sie sich im Februar für die mit 25.000 US-Dollar dotierte Georgia’s Rome Tennis Open, wo sie Johanne Svendsen mit 3:6 und 1:6 unterlag, die sich ebenfalls für das Hauptfeld qualifiziert hatte. Im März erreichte sie das Achtelfinale der ITennis Arcadia Women’s Pro Open, im Juni das Achtelfinale der ITF Women Troisdorf und Internazionali Femminili di Tennis Città di Caserta. Anfang Juli unterlag sie in der ersten Runde der Tennis International Darmstadt und Ende Juli erreichte sie das Halbfinale des mit 25.000 US-Dollar dotierten BMW AHG Cup Horb sowie ebenfalls das Halbfinale Anfang August bei den Leipzig Open. Ende August erreichte sie das Achtelfinale bei den BTHC Women’s Open und das Viertelfinale bei der SIERS ITF World Tennis Tour Oldenzaal. Im November qualifizierte sie sich für das Hauptfeld im Dameneinzel der Kyotec Open, verlor aber bereits in der ersten Runde.
2024 gelang ihr im Februar der Achtelfinaleinzug bei den Georgia’s Rome Tennis Open und die Woche darauf bei den Vero Beach International Tennis Open sowie nochmals eine Woche später bei den Burg-Wächter Ladies Open.

### College-Tennis
Von 2017 bis 2020 spielte Wolff für das Damentennisteam der Bulldogs der University of Georgia und von 2020 bis 2021 für die UCLA Bruins der University of California in Los Angeles.

## Turniersiege

### Einzel
| Nr. | Datum        | Turnier       | Kategorie | Belag | Finalgegnerin | Ergebnis       |
| --- | ------------ | ------------- | --------- | ----- | ------------- | -------------- |
| 1.  | 5. Juni 2022 | Čatež ob Savi | ITF W15   | Sand  | Ania Hertel   | 6:2, 6:70, 6:4 |

## Persönliches
Vivian ist die Tochter von Patrick und Alina Wolff und machte am Kurpfalz Gymnasium in Mannheim ihr Abitur.